# Saint-Julien (Hérault)
Saint-Julien è un comune francese di 208 abitanti situato nel dipartimento dell'Hérault nella regione dell'Occitania.

## Storia
Durante la Rivoluzione francese il comune portava il nome di Doumergousse.
Nel 1869, insieme a Mons, cedette parte del territorio nella costituzione del comune di Cambon-et-Salvergues.

## Società

### Evoluzione demografica
Abitanti censiti